# Nederlandse kampioenschappen schaatsen afstanden 2006 - 500 meter vrouwen
De 500 meter vrouwen op de Nederlandse kampioenschappen schaatsen afstanden 2006 werd in december 2005 in ijsstadion Thialf te Heerenveen over twee ritten verreden, waarbij de achttien deelneemsters ieder een keer in de binnenbaan en een keer in de buitenbaan startten.
Titelverdedigster was Marianne Timmer die de titel pakte tijdens de NK afstanden 2005. Zij prolongeerde haar titel.

## Uitslag
| #      | Schaatsster         | 1e      | pos | 2e      | pos | Punten |
| ------ | ------------------- | ------- | --- | ------- | --- | ------ |
| Goud   | Marianne Timmer     | 0.38,74 | 1   | 0.38,43 | 1   | 77,170 |
| Zilver | Annette Gerritsen   | 0.39,06 | 2   | 0.38,64 | 2   | 77,700 |
| Brons  | Sanne van der Star  | 0.39,25 | 4   | 0.38,86 | 3   | 78,110 |
| 4      | Marieke Wijsman     | 0.39,18 | 3   | 0.39,44 | 4   | 78,620 |
| 5      | Frouke Oonk         | 0.39,25 | 5   | 0.39,51 | 5   | 78,760 |
| 6      | Margot Boer         | 0.39,76 | 6   | 0.39,78 | 6   | 79,540 |
| 7      | Willeke van Benthem | 0.39,88 | 7   | 0.39,78 | 7   | 79,660 |
| 8      | Els Murris          | 0.40,11 | 8   | 0.39,90 | 8   | 80,010 |
| 9      | Laurine van Riessen | 0.40,15 | 9   | 0.40,34 | 9   | 80,490 |
| 10     | Natasja Bruintjes   | 0.40,48 | 10  | 0.40,43 | 10  | 80,910 |
| 11     | Marloes Gelderblom  | 0.40,62 | 11  | 0.40,39 | 11  | 81,010 |
| 12     | Jorien Kranenborg   | 0.40,77 | 12  | 0.40,74 | 12  | 81,510 |
| 13     | Maren van Spronsen  | 0.40,98 | 15  | 0.40,59 | 13  | 81,570 |
| 14     | Richt van der Meer  | 0.40,91 | 14  | 0.40,92 | 14  | 81,830 |
| 15     | Frederika Buwalda   | 0.40,86 | 13  | 0.41,16 | 15  | 82,020 |
| 16     | Thijsje Oenema      | 0.41,19 | 16  | 0.41,62 | 16  | 82,810 |
| 17     | Emilie Gale         | 0.41,74 | 18  | 0.41,13 | 17  | 82,870 |
| 18     | Mayke Nagtegaal     | 0.41,59 | 17  | 0.41,51 | 18  | 83,100 |

Uitslag op
1987 · 
1988 · 
1989 · 
1990 · 
1991 · 
1992 · 
1993 · 
1994 · 
1995 · 
1996 · 
1997 · 
1998 · 
1999 · 
2000 · 
2001 · 
2002 · 
2003 · 
2004 · 
2005 · 
2006 · 
2007 · 
2008 · 
2009 · 
2010 · 
2011 · 
2012 · 
2013 · 
2014 · 
2015 · 
2016 · 
2017 · 
2018 · 
2019 · 
2020 · 
2021 · 
2022 · 
2023 · 
2024 · 
2025